# Hedwig Kohn
 (avril 2019).
Si vous disposez d'ouvrages ou d'articles de référence ou si vous connaissez des sites web de qualité traitant du thème abordé ici, merci de compléter l'article en donnant les références utiles à sa vérifiabilité et en les liant à la section « Notes et références ».
Hedwig Kohn (née le 5 avril 1887 à Breslau, en province de Silésie, et décédée le 26 mars 1964) est une physicienne d'origine allemande qui fut l'une des trois seules femmes à obtenir une habilitation universitaire en physique avant la Seconde Guerre mondiale. En raison de son origine juive, elle a été forcée de quitter l'Allemagne sous le régime nazi. Elle a continué à enseigner après s'être finalement installée aux États-Unis.

## Biographie
Hedwig Kohn est née dans une famille juive aisée. Elle avait pour père Georg Kohn, un marchand en gros de tissus fins, et pour mère Helene Hancke. Elle est entrée à l'université de Breslau en 1907, où elle était la deuxième femme du département de physique. En 1913, elle obtient un doctorat en physique sous la direction d'Otto Lummer, dont elle devient l'assistante. Pendant la Première Guerre mondiale, elle reste à l'Institut de physique de l'université. En 1930, elle obtient son habilitation.
En 1933, elle est congédiée de l'université dans laquelle elle travaille par le régime nazi du fait de ses origines juives.

## Hommages
Le 5 avril 2019, un Google Doodle commémore le 132e anniversaire de sa naissance.